# Cộng đồng xã tại Pháp
Cộng đồng xã (tiếng Pháp: communauté de communes) là một cộng đồng liên kết các xã lại với nhau tại Pháp. Nó hình thành một khung sườn mà trong đó các chức năng địa phương được thực hiện chung với nhau. Đây là hình thức ít hòa nhập nhất của một liên xã.
Tính đến ngày 1 tháng 1 năm 2007, có 2.400 cộng đồng xã tại Pháp (2.391 tại Chính quốc Pháp và 9 tại các tỉnh hải ngoại), với khoảng 26,48 triệu người sống trong các cộng đồng xã. Dân số (tính đến lần điều tra dân số năm 1999) của cộng đồng xã có quy mô từ 163.221 người (Cộng đồng xã Grand Parc gồm có thành phố Versailles và các xã lân cận) đến 168 người (Cộng đồng xã la Vallée du Toulourenc thuộc tỉnh Vaucluse).

## Địa vị pháp lý
Cộng đồng xã được thành lập theo luật của Nghị viện Pháp thông qua vào ngày 6 tháng 2 năm 1992. Luật này được điều chỉnh lại trong Luật Chevènement năm 1999.
Không như cộng đồng khối dân cư và cộng đồng đô thị, cộng đồng xã không bị ràng buộc về mức tối thiểu dân số để được công nhận tồn tại. Điều kiện duy nhất được đặt ra cho cộng đồng xã là sự liên tục về mặt địa lý của các xã trong cộng đồng.
Theo bộ luật tổng quát về cơ cấu hành chính vùng (Code général des collectivités territoriales hay gọi tắt là CGCT), một cộng đồng xã là một tổ chức công cộng hợp tác liên-xã, được hình thành bởi một vài khu tự quản Pháp bao phủ một lãnh thổ dính liền nhau và không có thực thể cá biệt độc lập nào nằm bên trong đó.
Năm 1999 khi Luật Chevènement có hiệu lực, các cộng đồng xã tồn tại trước đó và không hội đủ tiêu chuẩn dựa trên sự liên tục địa lý đều được giữ nguyên trạng.

## Hiến định
Cộng đồng xã hiện nay được tài trợ bởi thuế địa phương đánh vào các cơ sở thương mại, được biết với tên gọi là taxe professionnelle hay tên gọi phố thông hơn là taxe professionnelle unique một phiên bản sửa đổi của thuế mà cộng đồng xã thu chung rồi chi trả trở về cho từng xã cá thể của cộng đồng.   Taxe professionnelle đôi khi bị coi là gánh nặng bất công vào nền kinh tế hay thậm chí là lý đo khiến công việc làm bị xuất khẩu ra khỏi nước Pháp.  Nó đã và đang là đề tài cho một loạt cải cách trong nhiều năm qua nhưng việc chính phủ trung ương tìm cách bãi bỏ nó hay thay thế nó vẫn chưa có kết quả.
Cộng đồng xã được điều hành bởi một hội đồng (conseil communautaire) gồm các đại biểu đến từ các hội đồng xã của mỗi xã thành viên.   Số ghế trong hội đồng được phân chia cho mỗi xã dựa theo quy mô lớn nhỏ của mỗi xã.  Một xã thành viên phải có ít nhất một ghế trong hội đồng, và không có xã thành viên nào có hơn phân nửa tổng số ghế trong hội đồng cộng đồng xã.

## Mục tiêu
Điều khoản 5214-16 của CGCT bắt buộc hội đồng xã thực thi các trách nhiệm của mình trong các lãnh vực chính sách sau đây:
- Thăng tiến sự phát triển kinh tế trên toàn lãnh thổ cộng đồng
- Điều hành và bảo trì các nơi công cộng

Cộng đồng xã cũng có thể chọn thực thi các trách nhiệm của mình ít nhất một trong sáu lãnh vực chính sách sau đây:
- Nâng cao và bảo vệ môi trường
- Các chính sách về nhà ở và 'chất lượng cuộc sống'
- Xây dựng, điều hành và bảo trì đường sá
- Xây dựng, bảo trì và điều hành các tòa nhà và các cơ sở hạ tầng khác dành cho mục đích giải trí (có liên quan đến văn hóa và thể thao) và giáo dục (tiểu học và tiền tiểu học).
- Các hoạt động xã hội vì lợi ích chung
- Cải tiến tổng thể

Cộng đồng xã có thể tự ấn định các điều kiện về nhân sự và bổ nhiệm các nhân viên thích hợp.  Ngoài ra, với sự đồng ý của tỉnh, cộng đồng xã có thể thực thị trực tiếp các trách nhiệm và quyền lực trong một số lãnh vực chính sách xã hội nào đó mà thông thường được cấp tỉnh đảm nhiệm.
Ngoài ra, các xã thành viên cũng phải quyết định rõ ràng quyền lực nào mà mình trao cho cộng đồng xã:  các xã sẽ quyết định như vậy dựa vào tầm nhìn về sự lợi ích nhất của từng xã cá biệt.  Một khi quyền lực và trách nhiệm đã được trao cho cộng đồng xã, chúng sẽ được thực thi chung dưới quyền điều hành của cộng đồng xã và có thể không còn được các xã thành viên thực thi một cách độc lập nữa.
Năm 2008 có 2.393 cộng đồng xã tại Pháp.   Trong số này, phỏng chừng 1.000 cộng đồng đã tồn tại ít nhất 1 năm.  Các cộng đồng mới hiện nay đang được thành lập với một tốc độ khá nhanh hơn những năm đầu trước đây.  Tuy nhiên, vẫn còn nhiều xã nông thôn chưa gia nhập một cộng đồng xã.

## Cộng đồng xã có hơn 60.000 người
(xếp theo dân số tính đến lần điều tra dân số tháng 3 năm 1999)
(xã lớn nhất của cộng đồng được đặt trong dấu ngoặc đơn)
1. Cộng đồng xã Grand Parc (Versailles) – 163.221 người
2. Cộng đồng xã Boucle de la Seine (Sartrouville) – 159.997
3. Cộng đồng xã Nord Martinique (Le Robert) – 108.470
4. Cộng đồng xã Sud (Le Tampon) – 102.958
5. Cộng đồng xã Centre Littoral (Cayenne) – 92.059
6. Cộng đồng xã le Parisis (Herblay) – 80.196
7. Cộng đồng xã Pays Yonnais (La Roche-sur-Yon) – 79.665
8. Cộng đồng xã Drancy - Le Bourget (Drancy) – 74.373
9. Cộng đồng xã Cœur d'Ostrevent (Somain) – 71.814
10. Cộng đồng xã l'agglomération Creilloise (Creil) – 67.818
11. Cộng đồng xã Marne et Chantereine (Chelles) – 67.487
12. Cộng đồng xã Châtillon - Montrouge (Montrouge) – 66.355
13. Cộng đồng xã Deux Rives de la Seine (Verneuil-sur-Seine) – 62.260
14. Cộng đồng xã l'Auxerrois (Auxerre) – 62.064